# Alexander Sergejewitsch Demjanenko
Alexander Sergejewitsch Demjanenko (russisch Александр Сергеевич Демьяненко, wiss. Transliteration Aleksandr Sergeevič Dem'janenko; * 30. Mai 1937 in Swerdlowsk; † 22. August 1999 in Sankt Petersburg) war ein russisch-sowjetischer Film- und Theaterschauspieler sowie Volkskünstler der RSFSR.

## Leben
Alexander Demjanenko wurde am 30. Mai 1937 als Sohn eines Schauspielers geboren. Bereits sein Vater Sergei Demjanenko machte seinen Abschluss am Staatlichen Institut für Theaterkunst (GITIS) und unterrichtete Schauspiel am Konservatorium. Alexander entwickelte ebenfalls ein Interesse für die Schauspielerei und spielte in seiner Jugend als Laienschauspieler im Swerdlowsker Palast der Pioniere. 1954 scheiterte er bei der Aufnahmeprüfung am Moskauer Künstlertheater, wurde aber bereits ein Jahr später am Staatlichen Institut für Theaterkunst in Moskau aufgenommen, an dem er 1959 seinen Abschluss machte.
Seinen ersten Filmauftritt hatte Demjanenko 1958 in der Rolle des Mitja, im Film Weter (Ветер, deutsch: Wind) der Regisseure Alexander Alow und Wladimir Naumow. Sowohl Demjanenko als auch Alow und Naumow arbeiten ebenfalls im Film Mir wchodjaschtschemu (Мир входящему, deutsch: Frieden dem der Eintritt) zusammen, der 1961 den Spezialpreis der Jury bei den Internationalen Filmfestspielen von Venedig gewann. Im selben Jahr spielte Demjanenko mit Erwachsene Kinder (Взрослые дети) und Der Tollpatsch (Карьера Димы Горина) in zwei weiteren Mosfilm-Produktionen mit, durch die er große Bekanntheit erlangte. Demjanenko verließ 1961 das Majakowski-Theater, in dem er seit seinem Abschluss an der GITIS 1959 arbeitete, und zog im gleichen Jahr nach Leningrad, um in den Filmstudios Lenfilm zu arbeiten. Zu seinen erfolgreichen Filmen in Leningrad zählen unter anderem Der Staatsverbrecher (Государственный преступник) sowie Helden der Tscheka (Сотрудник ЧК).
1965 spielte Demjanenko die Hauptrolle in der Komödie Operation „Y“ und andere Abenteuer Schuriks (Операция «Ы» и другие приключения Шурика), des Regisseurs Leonid Gaidai. Demjanenkos Rolle als Student Schurik war beim Publikum so populär, dass in den Folgejahren mit Entführung im Kaukasus (Кавказская пленница, или Новые приключения Шурика) und Iwan Wassiljewitsch wechselt den Beruf zwei weitere Mosfilm-Komödien unter der Regie Gaidais mit Demjanenko in der Rolle des Schuriks entstanden. Beide Filme hatten großen Erfolg. Allein Entführung im Kaukasus wurde in der Sowjetunion von 76,5 Millionen Zuschauern gesehen. Der Erfolg und die Popularität in der Rolle des Schurik machte es für Demjanenko schwer andere Rollen zu spielen. In seinen weiteren Filmen konnte er nicht an frühere Erfolge anknüpfen und litt daraufhin zeitweise an Alkoholismus. Demjanenko spielte nun vor allem Theater, trat im Fernsehproduktionen auf und synchronisierte Filme. Hierbei lieh er unter anderem den Schauspielern Omar Sharif, Jean-Paul Belmondo, Ugo Tognazzi, Robert De Niro, Steve Buscemi und Jon Voight seine Stimme. 1991 erhielt Demjanenko die Auszeichnung Volkskünstler der RSFSR.
Mitte der 1990er Jahre wechselte der Bühnenregisseur des Sankt Petersburger Komödientheaters (Санкт-Петербургский академический театр комедии им. Н. П. Акимова) an dem Demjanenko spielte. Da Demjanenko von der neuen Regisseurin wenig berücksichtigt wurde, wechselte er an das Dramatheater Prijut Komedianta (Приют Комедианта) an dem er erfolgreich weiter als Bühnenschauspieler tätig war. Eine seiner letzten Hauptrollen spielte Demjanenko von 1996 bis 1997 in der russischen Comedyserie Klubnitschka (Клубничка).
Der herzkranke Demjanenko starb am 22. August 1999 wenige Tage vor einer nötigen Herzoperation. Er wurde in einem Grab auf dem Seraphim-Friedhof (Серафимовское кладбище) in Sankt Petersburg beigesetzt, in dem heute auch seine Frau ruht.

## Privates
Alexander Demjanenko war mit der Dialogregisseurin Ljudmila Demjanenko (1940–2005) verheiratet. Die Adoptivtochter des Paares, Anschelika Sergejewna Newolina, ist ebenfalls Schauspielerin.

## Filmografie (Auswahl)
- 1958: Ветер
- 1961: Мир входящему
- 1961: Fünf Tage – Fünf Nächte (Пять дней, пять ночей)
- 1962: Erwachsene Kinder (Взрослые дети)
- 1962: Der Tollpatsch (Карьера Димы Горина)
- 1963: Helden der Tscheka (Сотрудник ЧК)
- 1964: Der Staatsverbrecher (Государственный преступник)
- 1965: Helden der Tscheka (Сотрудник ЧК)
- 1965: Operation „Y“ und andere Abenteuer Schuriks (Операция „Ы“ и другие приключения Шурика)
- 1967: Entführung im Kaukasus (Кавказская пленница, или Новые приключения Шурика)
- 1971: Dauria (Даурия)
- 1973: Iwan Wassiljewitsch wechselt den Beruf (Иван Васильевич меняет профессию)
- 1980: Die Nachtigall (Соловей)
- 1980: Die Frau ist gegangen (Жена ушла)
- 1984: Милый, дорогой, любимый, единственный
- 1988: Муж и дочь Тамары Александровны
- 1990: Каталажка
- 1997: История про Ричарда, Милорда и прекрасную Жар-птицу